# دكة
الدكة هي بناء من الحجر أو الطابوق توضع خارج البيت مجاور المجاز وملاصقة للبيت معدة للجلوس واستقبال الضيوف وخصوصا الجيران. تكسى الدكة عادة بالقماش أو تصف عليها وسائد للراحة أثناء الجلوس. كان بيت الرسول في مكة مزودا بدكة كان يجلس عليها أحيانا غير المجلس داخلي. تنتشر الدكة في مختلف أرجاء الدول العربية وتستخدم عادة للزيارات الخفيفة التي لا تستوجب ضيافة كثيرة وغالبا للقاء الأهل والجيران والأصدقاء ويستخدم المجلس للزيارات الرسمية. واستُحدث معنى جديد لها فأصبحت تعني المقعد الطويل أيضًا.